# Mateus Galiano da Costa
Mateus Galiano da Costa   (Luanda, 19 de juny de 1984), conegut com a Mateus, és un exfutbolista angolès de la dècada de 2000.
Fou internacional amb la selecció de futbol d'Angola.
Pel que fa a clubs, destacà a Boavista FC, CD Nacional.